# Jamai
Jamai é uma cidade e um município no distrito de Chhindwara, no estado indiano de Madhya Pradesh.

## Geografia
Jamai está localizada a 22° 12′ N, 78° 35′ L. Tem uma altitude média de 748 metros (2 454 pés).

## Demografia
Segundo o censo de 2001, Jamai tinha uma população de 22 426 habitantes. Os indivíduos do sexo masculino constituem 52% da população e os do sexo feminino 48%. Jamai tem uma taxa de literacia de 76%, superior à média nacional de 59,5%: a literacia no sexo masculino é de 82% e no sexo feminino é de 69%. Em Jamai, 11% da população está abaixo dos 6 anos de idade.